# 信經
《信經》（英語： 或 ，意為「信條」，意為「我信」，意為「信仰之标志」），是基督教的權威性基本信仰綱要。源頭可以追溯至教会初期的信仰準則（regula fidei），當時教會對外面臨逼迫，對內面對異端的攪擾，特別是諾斯底派。於是當時的辯道士透過「信理神學」（theologia dogmatica；或稱教義學）發展出信仰摘要，藉之說明信仰原委並澄清信仰內容。信經就是在這種情況下發展出來的。
簡單來說，信經是基督教以教條形式訂立的信仰摘要。不過，信經主要表徵對耶穌基督的信仰，不是對信仰內涵的絕對定義，因此可能出現附加條款的情形。以尼西亞信經為例，原版和修訂過的信經是對特定的涉嫌有錯誤解說的異端學說做出隱含的譴責。當新的學說出現，之後被認定為異端時，這時就會有新附加的語句出現在信經裡頭，有如憲法或是一般法律條文的附加條款那樣。信經附加語句的變動顯示出神學在歷史上的發展。
在古代的西方基督教会，大多數人接受的信經一共有四個，分別是《使徒信經》、《尼西亞信經》、《阿塔拿修信經》和《迦克墩信經》。現代基督教稱的「三大信經」分別是《使徒信經》、《尼西亞信經》和《阿塔拿修信經》。
東方基督教会唯一的信经就是他们称作「信仰之标志」的《尼西亞信經》。虽然東正教会和东仪天主教会也认可其他三个信经，东方正统教会也认可除《迦克墩信經》之外的两个信经，但他們仍然不承认其他幾個信經为「信仰之标志」。
並不是所有的宗教都有信經或信仰宣認的概念。希臘、羅馬或是歐洲的多神教，以及印度教、佛教就没有信经，伊斯蘭教則有清真言作為信仰告白。

## 使徒信經
現今天主教會中文白話文譯本：
我信全能的天主父，天地萬物的創造者。
我信父的唯一子，我們的主耶穌基督。
我信祂因聖神降孕，由童貞瑪利亞誕生。
我信祂在比拉多執政時蒙難，被釘在十字架上，死而安葬。
我信祂下降陰府，第三日從死者中復活。
我信祂升了天，坐在全能天主父的右邊。
我信祂要從天降來，審判生者死者。
我信聖神。
我信聖而公教會，諸聖的相通。
我信罪過的赦免。
我信肉身的復活，我信永恆的生命。
阿們。
現今台灣等地區新教教會通行譯本：
我信上帝，全能的父，創造天地的主；
我信我主耶穌基督，上帝的獨生子；
因聖靈感孕，由童貞女馬利亞所生，
在本丟彼拉多手下受難，被釘於十字架，受死，埋葬；
降在陰間；第三天從死人中復活；
升天，坐在全能父神的右邊；
將來必從那裡降臨，審判活人死人。
我信聖靈；
我信聖而公之教會；
我信聖徒相通；
我信罪得赦免；
我信身體復活； 我信永生。阿們。
2022年3月29日臺灣基督長老教會總會信仰與教制委員會公告修訂通行於漢語更正教會的《使徒信經》漢譯文，刪除兩個「我信」。因拉丁文原版旨在三個「我信」主要對象及段落：聖父、聖子，聖靈，而教會及其他等對象不在列。

## 尼西亞信經
天主教會中文白話文譯本：
我信唯一的天主，全能的聖父，天地萬物，無論有形無形，都是祂所創造的。
我信唯一的主、耶穌基督、天主的獨生子。祂在萬世之前，由聖父所生。祂是出自天主的天主，出自光明的光明，出自真天主的真天主。祂是聖父所生，而非聖父所造，與聖父同性同體，萬物是藉著祂而造成的。祂為了我們人類，並為了我們的得救，從天降下。祂因聖神由童貞瑪利亞取得肉軀，而成為人。祂在般雀比拉多執政時，為我們被釘在十字架上，受難而被埋葬。祂正如聖經所載，第三日復活了。祂升了天，坐在聖父的右邊。祂還要光榮地降來，審判生者死者，祂的神國萬世無疆。
我信聖神，祂是主及賦予生命者，由聖父聖子所共發。祂和聖父聖子，同受欽崇，同享光榮，祂曾藉先知們發言。
我信唯一、至聖、至公、從宗徒傳下來的教會。
我承認赦罪的聖洗，只有一個。
我期待死人的復活，及來世的生命。
阿們。
長老教會中文白話文譯本：
我們信獨一全能的父上帝，創造天地，一切可見不可見萬物的主。
我們信獨一的主耶穌基督，上帝的獨生子。
祂在一切的世代以前從天父而生，
從上帝出的上帝，
從光出的光，
從真神出的真神，
是生的，不是受造的，與父同質同體。
萬物由祂來創造，
祂為了我們人和為了我們的拯救，
從天降臨，由聖靈藉童貞女馬利亞出生為人。
在本丟彼拉多任內為了我們釘十字架，受難，埋葬，
按聖經的記載第三日復活，升天，
現在坐在父的右邊。
祂要在榮耀中再臨來審判活人與死人。
祂的國無窮無盡。
我們信賞賜生命的主聖靈，從父與子出，
與父子同受敬拜，同享榮耀，祂曾託先知講話。
我們信一個、聖、公同、使徒的教會。
我們告白一個能夠赦罪的洗禮，
我們期望死人復活，來世的生命。阿們。
信義會中文白話文譯本：
我信獨一上帝，全能的父，是創造天地和有形無形之萬物的。
我信主耶穌基督，上帝的獨生子，在萬世以先為父所生，出於上帝而為上帝，出於光而為光，出於真神而為真神，被生而非受造，與父一性；萬物都藉著祂受造；為救我們世人從天降臨，因聖靈從童女馬利亞成了肉身而為人；又在本丟彼拉多手下為我們釘在十字架上，受害，葬埋；照聖經的話第三天復活；升天，坐在父的右邊；將來必從威榮中降臨，審判活人、死人；祂的國度永無窮盡。
我信賜生命的主聖靈，從父、子而出，與父、子同樣受尊敬，受榮耀；祂曾藉著眾先知說話。我信使徒所立的獨一聖而公的教會。我承認為赦罪所立的獨一聖洗。我望死人復活和來世的永生。阿們。

## 迦克墩信經
我們跟隨聖教父，同心合意教人宣認同一位子，我們的主耶穌基督，是神性完全人性亦完全者；他真是上帝，也真是人，具有理性的靈魂，也具有身體；按神性說，他與父同體，按人性說，他與我們同體，在凡事上與我們一樣，只是沒有罪；按神性說，在萬世之先，為父所生，按人性說，在挽近時日，為求拯救我們，由上帝之母，童女馬利亞所生；是同一基督，是子、是主、是獨生的，具有二性，不相混亂，不相交換，不能分開，不能離散；二性的區別不因聯合而消失，各性的特點反得以保存，會合於一個性格，一個實質之內，而並非分離成為兩個位格，卻是同一位子，獨生的，道上帝，主耶穌基督；正如眾先知論到他自始所宣講的，主耶穌基督自己所教訓我們的，諸聖教父的信經所傳給我們的。

## 亞他拿修信經
1. 人要得到上帝的拯救，最重要的是：必須要持守大公教會的信仰。
2. 人必需要篤信無疑的、完整的、純潔的持守此信仰。
3. 大公教會信仰即是：我們敬拜三位一體的獨一神；這獨一神裡的三位乃是合而為一的。
4. 獨一神裡的三位彼此間不混亂，其本質也不分開。
5. 此三位乃是：聖父、聖子、聖靈。
6. 然而聖父、聖子、聖靈乃是在同一個神性本質內；祂們的榮耀及永恆中的威嚴也是相同的。
7. 聖父是怎樣的神，聖子也就是那樣的神，聖靈亦是那樣的神。
8. 聖父並非是受造的，聖子也是如此，聖靈亦是如此。
9. 聖父是無限的，聖子也是無限的，聖靈亦是無限的。
10. 聖父是永恆的，聖子也是永恆的，聖靈亦是永恆的。
11. 然而祂們並不是三位永恆的神，而是獨一的永恆神。
12. 也不是三位非受造的無限之神，而是獨一的非受造的無限之神。
13. 相同的，聖父是全能的，聖子也是全能的，聖靈亦是全能的。
14. 然而祂們並不是三位全能的神，而是獨一的全能神。
15. 聖父是神，聖子也是神，聖靈亦是神。
16. 然而祂們並不是三位神，而是獨一的神。
17. 相同的，聖父是我們的主，聖子也是我們的主，聖靈亦是我們的主。
18. 然而，我們並非有三位主，而是只有獨一的主。
19. 因此，我們受到基督真理的催促而承認：聖父、聖子、聖靈每一位都是神、都是我們的主。
20. 大公基督教也禁止我們說：有三位神、或三位主。
21. 聖父並非是經由某某或某物而產生的；並非是受造的，也非被生的。
22. 聖子是單單是經由聖父而產生的；但並不是被聖父所造，而是經由聖父所生出。
23. 聖靈是經由聖父和聖子而產生的；但並不是被造，也不是被生出，而是從聖父和聖子而發出。
24. 因此有一位聖父，而非三位聖父；有一位聖子，而非三位聖子；有一位聖靈，而非三位聖靈。
25. 在此三位一體獨一神中的三位之間，並無前後、尊卑、大小之分別。
26. 三位乃是共同的永恆及同等。
27. 因此，如前所述，這合一的三位一體神，或說是三位一體的合一神，當受我們敬拜。
28. 所以人要得到上帝的拯救，必須要思想這位三位一體之神。
29. 此外，要得到上帝的救恩，也必須要篤信我們主耶穌基督的道成肉身。
30. 因為純正的信仰乃是我們宣告相信：上帝的兒子，我們的主耶穌基督是神、也是人。
31. 祂是神，在諸世界存在之前被聖父生出，有著聖父的本質；祂也是人，生出在這個世界之中，有著祂母親的本質。
32. 祂是完全的神，也是具有理性之靈魂及人類血肉實體之完全的人，
33. 就衪的神性而論，祂與聖父同等；就衪的人性而論，祂低於聖父。
34. 雖然祂同時是神、也是人，然而並非是兩位，而是一位基督。
35. 祂是將人性帶進神之中的那一位，而不是將神性轉變為血肉之軀的那一位。
36. 祂完全是一位，但並非藉著祂的神性和人性本質兩者間互相混合成為一，而是藉著位格的聯合為一。
37. 就如同祂的理性之靈魂和肉體之軀聯合成為一位人；相同的，神和人也是聯合為一位基督。
38. 衪為了拯救我們而受難，並下到陰間，但在第三天從死裡復活。
39. 衪升到天上，坐在全能父神的右邊。
40. 將來要從那裡降臨，來審判活人和死人。
41. 當祂降臨時，所有的人必然會從肉身中復活。
42. 所有的人必要供認他們自己所做過的事。
43. 那些行善的人必要進入永生，為惡的人必要進入永火中。
44. 以上乃是大公教會的信仰，除非人虔誠篤信，否則便無法得到拯救。阿們。